# カミッロ・プロカッチーニ
カミッロ・プロカッチーニ（Camillo Procaccini、1561年3月3日 - 1629年8月21日 ）は、イタリアの画家である。ボローニャやミラノで活動し、宗教画を描いた。

## 略歴
ボローニャ（またはパルマ）で、画家エルコーレ・プロカッチーニ(Ercole Procaccini il Vecchio: 1515-1595) の息子に生まれた。弟に画家になったカルロ・アントニオ・プロカッチーニ(Carlo Antonio Procaccini: 1571-1630) とジュリオ・チェーザレ・プロカッチーニ(Giulio Cesare Procaccini: 1574-1625) がいる。父親はコレッジョ(c.1489-1534)らの影響を受けた画家であった。父親から絵を学び、16歳の時に描いた作品がモデナのエステンセ美術館(Galleria Estense)に所蔵されている。
1580年代に枢機卿パレオッティ(Gabriele Paleotti)からの注文で、ボローニャのサン・ピエトロ聖堂(Cattedrale di San Pietro)の装飾画を描いたが、この作品は現在は失われている。 1585年から1587年にかけては、レッジョ・エミリアの司教館の装飾画を描いた。
1585年に父親は息子たちとともにミラノに出て工房を開いていて、1580年代の終わりにカミッロ・プロカッチーニもミラノに移った。ミラノの貴族、ピロ1世・ヴィスコンティ・ボッロメオ(Pirro I Visconti Borromeo)のライナーテの別荘(Nymphaeum)の装飾の仕事をした。
ミラノで活動し、多くの注文を獲得し、1592年にはミラノのドゥオーモのオルガン室の扉の装飾や祭壇画の注文も受けた。
1629年にミラノで没した。

## 作品

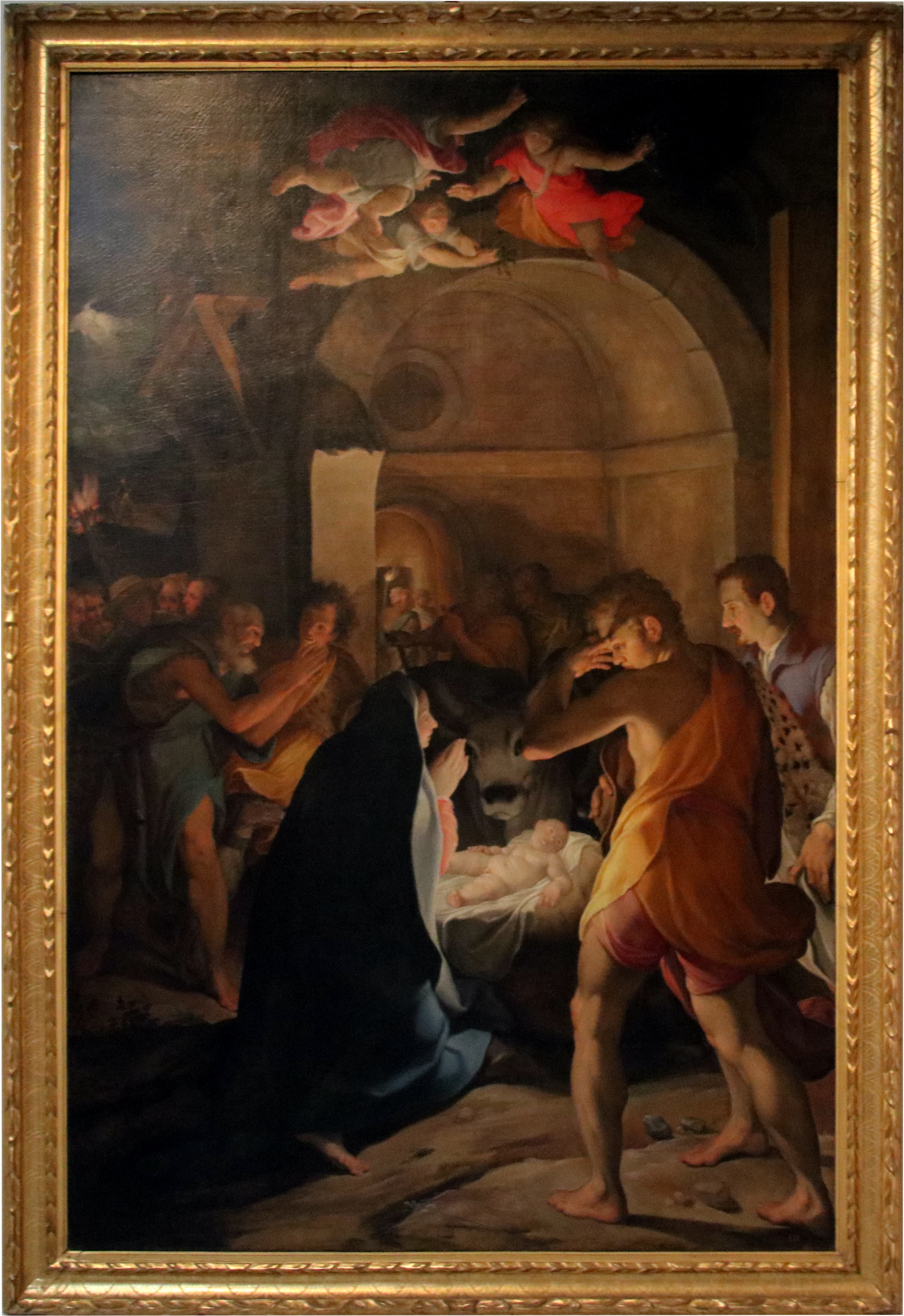
羊飼いの礼拝 (1584) Pinacoteca Nazionale di Bologna
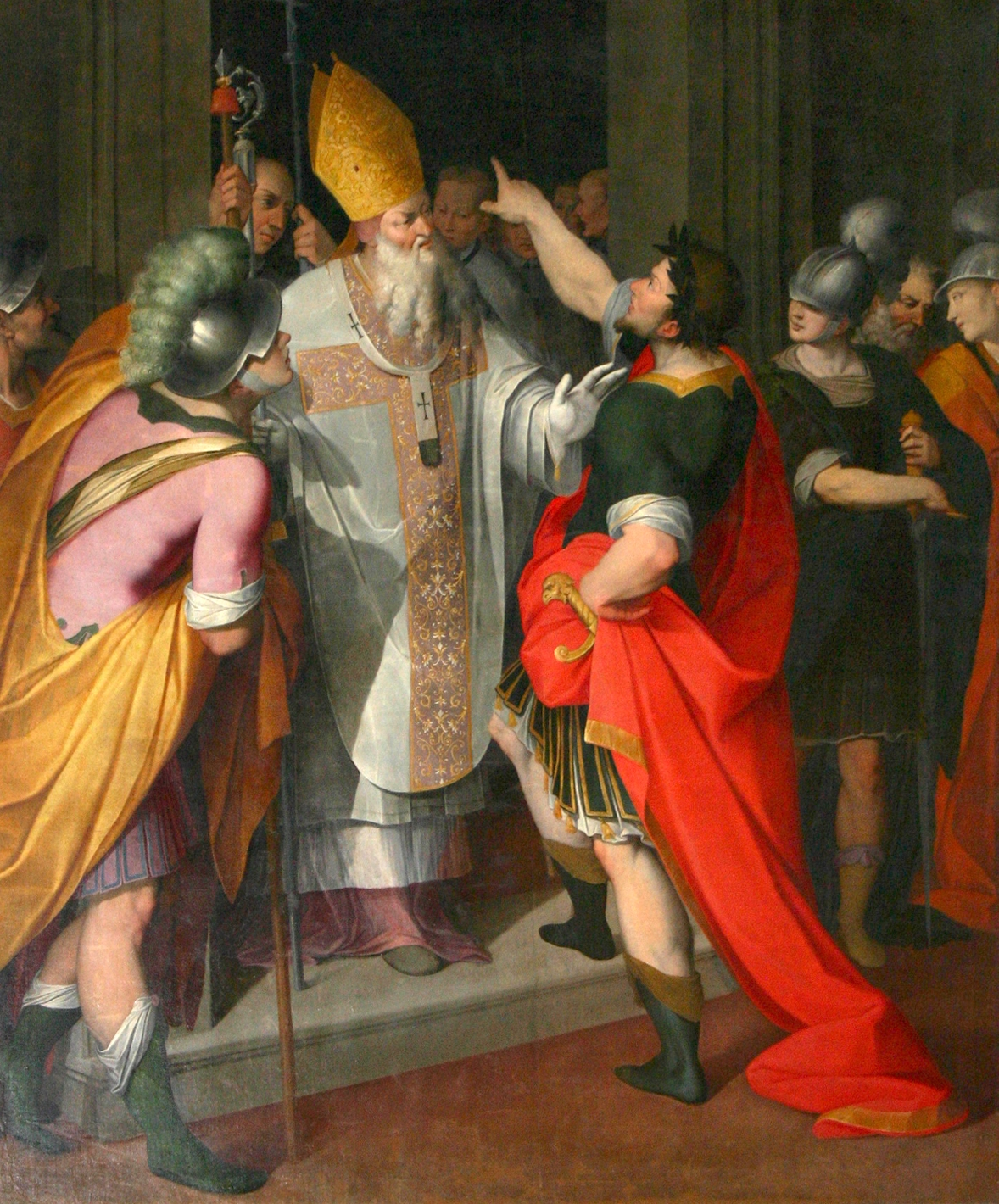
ミラノの司教アンブロジウス
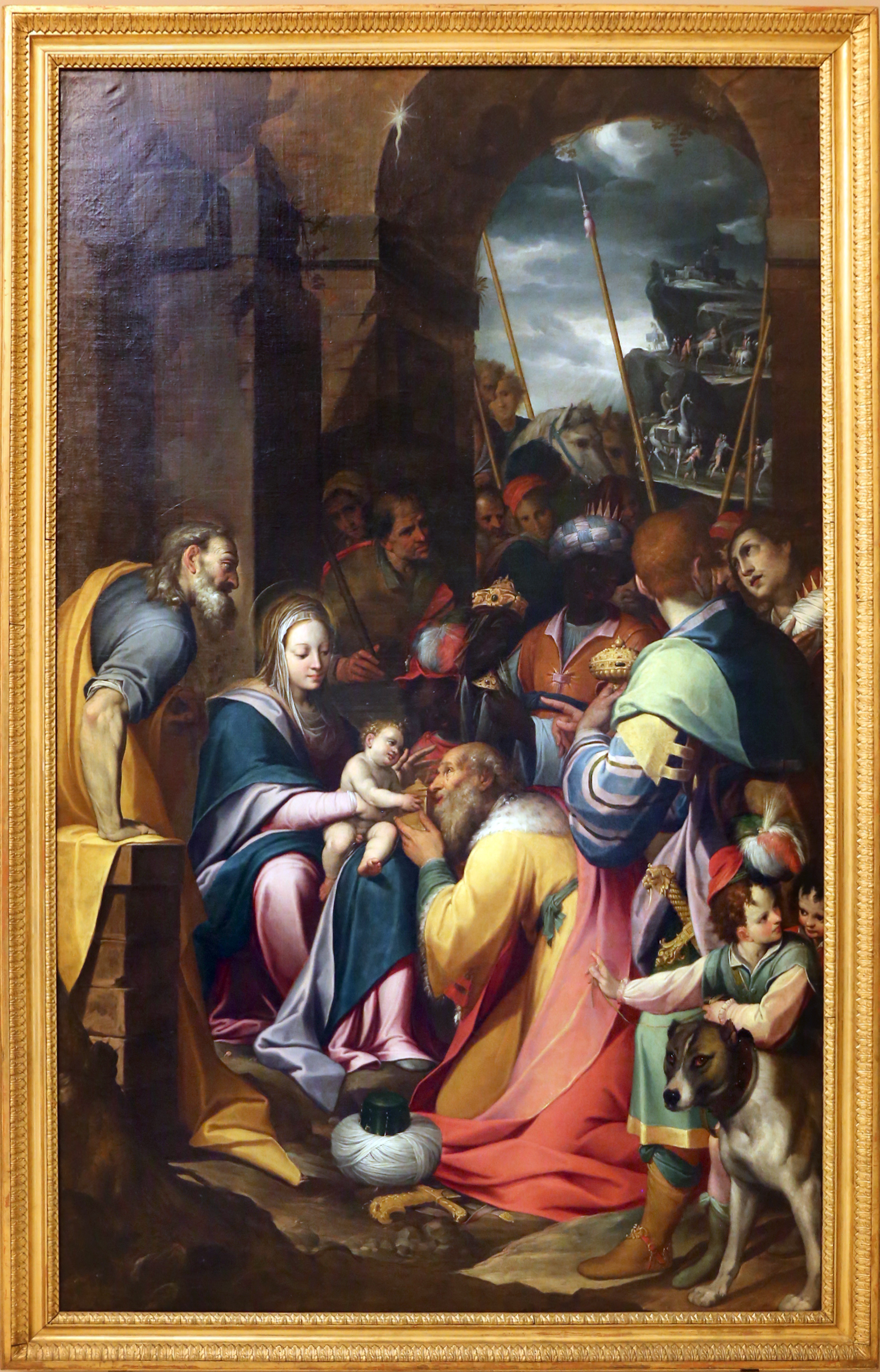
東方三博士の礼拝
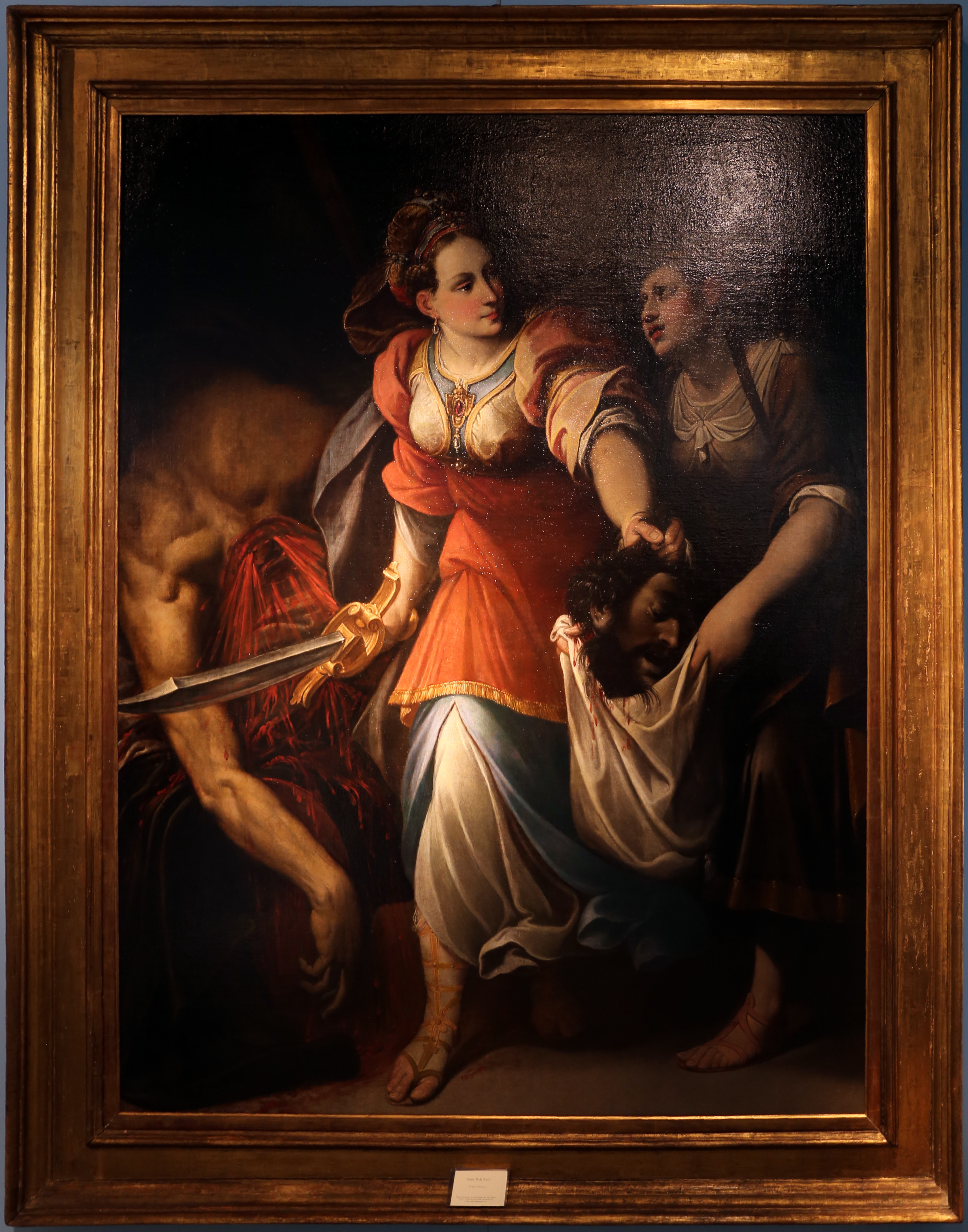
『ユディト』

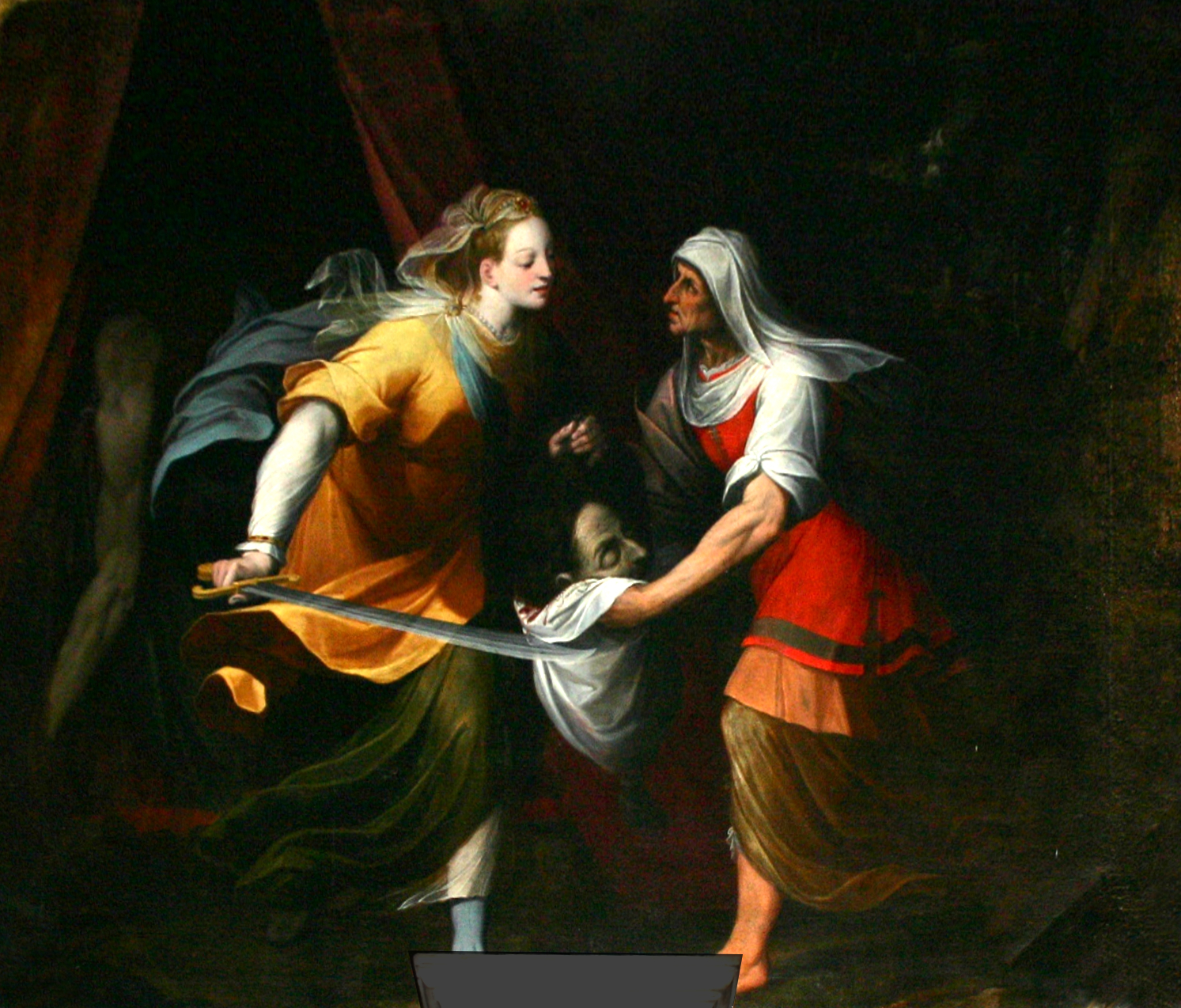
ユーディットとホロフェルネス
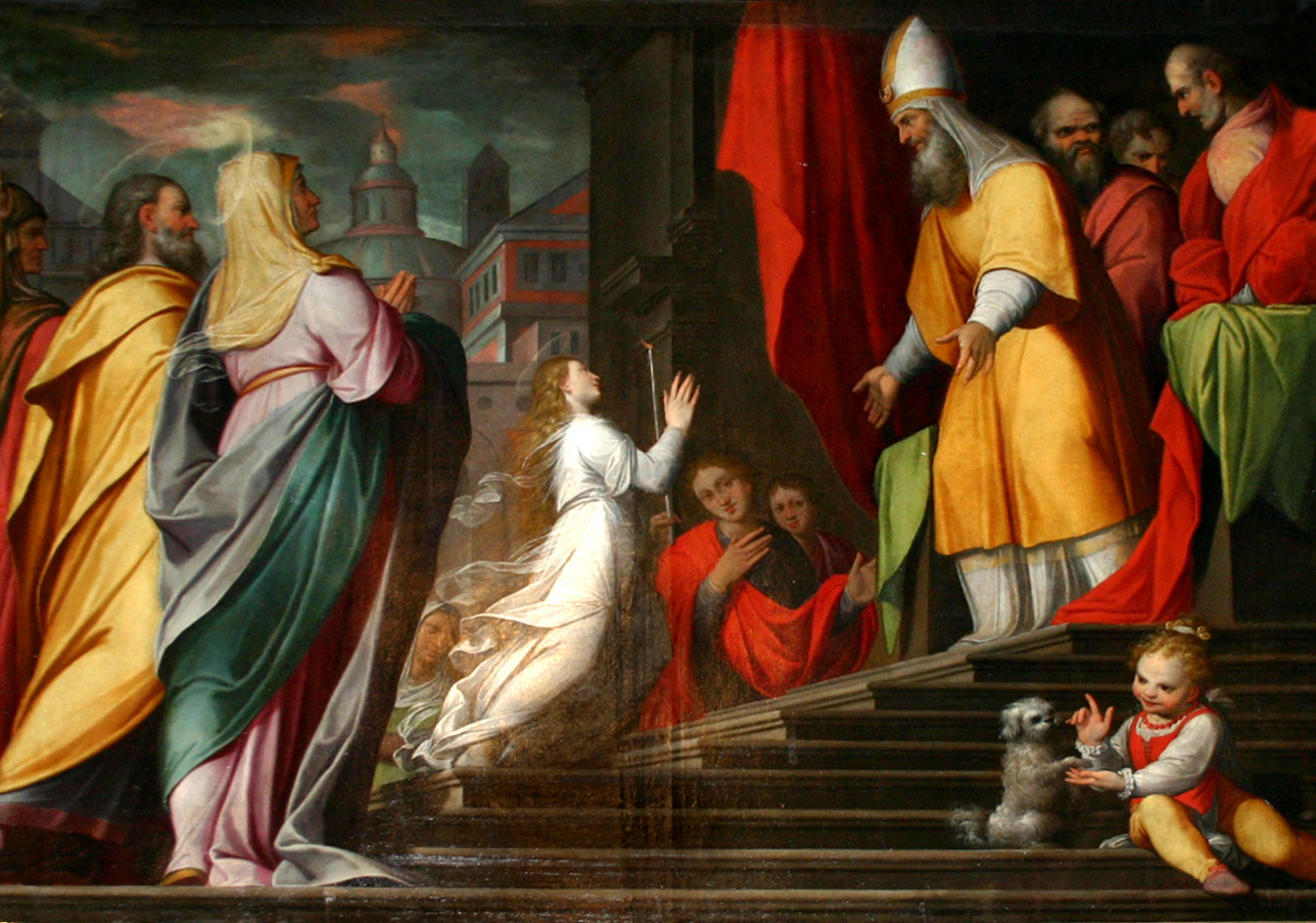
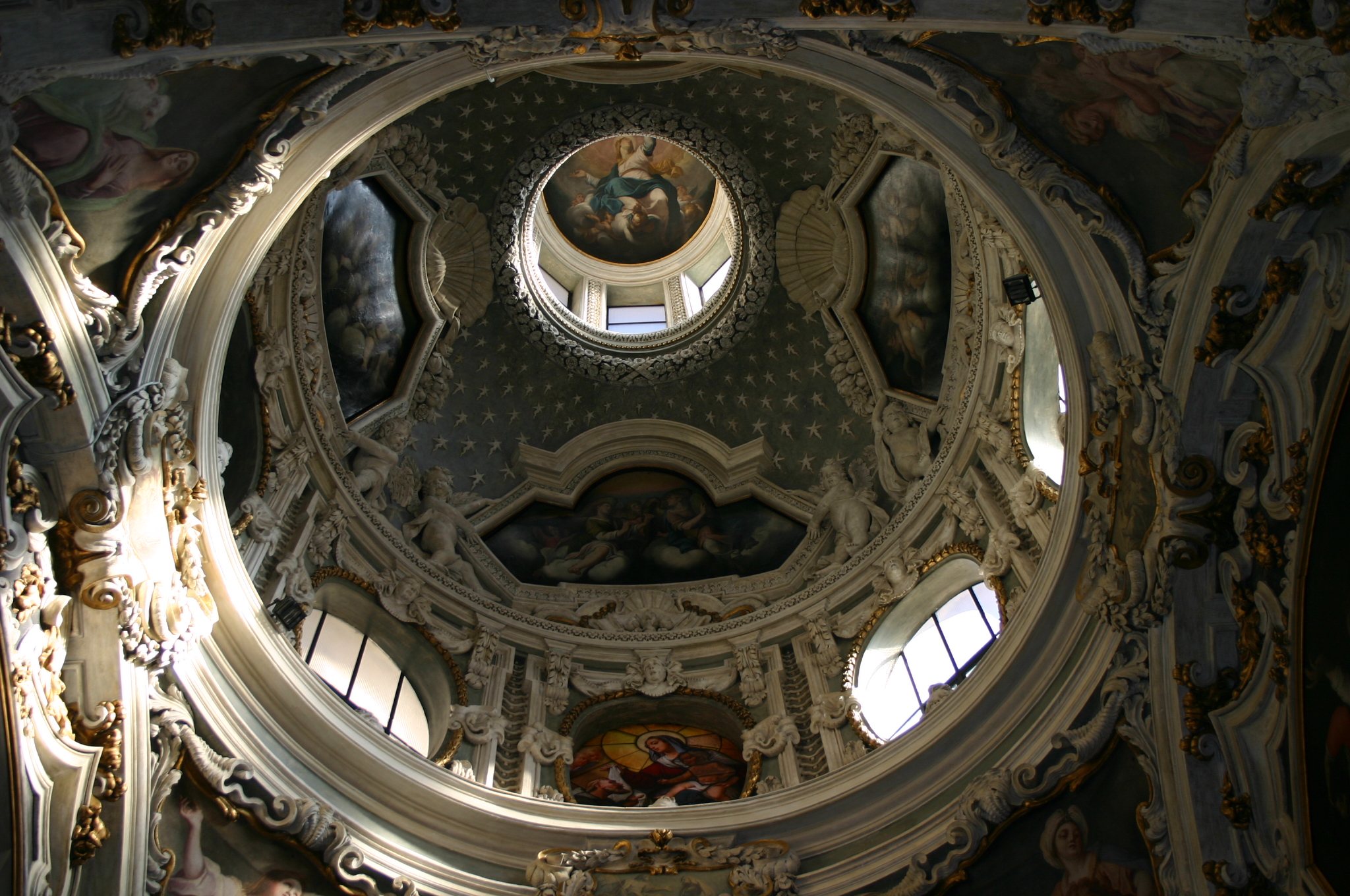